# Urs Stäuble
Urs Stäuble (* 17. Juli 1951) ist ein Schweizer Dirigent.

## Biografisches
Urs Stäuble studierte am Konservatorium der Musik-Akademie in Basel (Orgel bei Eduard Müller, Klavier bei Klaus Linder) und an der Hochschule für Musik in Wien (Orgel bei Michael Radulescu, Orchesterdirigieren bei Karl Österreicher, Chorleitung bei Günther Theuring).
Sowohl als Organist als auch als Chor- und Orchesterdirigent war er in verschiedenen europäischen Ländern und in Australien tätig.

## Publikationen
- Auf dass wir klug werden: ein Thema und acht Variationen. Books on Demand, 2015 (2. Auflage).
- Johannes Brahms: Rhapsodie Op. 53, Kammerfassung, Musikverlag Doblinger, 2020.
- Johannes Brahms: Schicksalslied Op. 54, Kammerfassung, Musikverlag Doblinger, 2020.
- Johannes Brahms: Nänie Op. 82, Kammerfassung, Musikverlag Doblinger, 2020.
- Hermann Suter: Le Laudi Op. 25, Kammerfassung, Hug Musikverlage, 2023.
- Robert Schumann: Requiem Op. 148, Kammerfassung. Carus-Verlag, 2024.